# 皮舍利
皮舍利是捷克的城鎮，位於該國中部薩扎瓦河右岸，距離首都布拉格約15公里，由中波希米亞州負責管轄，面積12.81平方公里，海拔高度372米，2006年人口1,310。

## 外部連結
- Municipal website （页面存档备份，存于）

49°52′37″N 14°40′37″E / 49.877°N 14.677°E